# Liaison 4
La liaison 4 est une liaison de données tactiques extrêmement sommaire qui était destinée à échanger des informations avec les avions de chasse. Aux États-Unis, elle est connue sous la terminologie TADIL-C.
Le contenu de sa messagerie et le protocole d'émission sont définis par le  STANAG 5504. 
Sa mise en œuvre opérationnelle est définie dans le document OTAN ADatP-4
En 2010, la liaison 4 était tombée en désuétude, supplantée par la liaison 16.

## Présentation
Cette liaison fut principalement utilisée pour fournir à une CAP, la position des cibles lors d'une interception. 
La situation tactique extrêmement réduite qui était remontée vers les avions Non-C2, par les plates-formes C2, était adaptée aux CONOPS en vigueur avant l'avènement du NCW. 
Dans ce contexte, la liaison 11 était chargée de la dissémination de l'image tactique entre les plates-formes C2.
La capacité de la liaison 4 en termes d'échange des détections, était adaptée aux moyens de détection des aéronefs et à la capacité des systèmes de mission à traiter l'information reçue (puissance de calcul et mémoire disponible).
Sur les avions modernes, les  groupes de participation Air Control et Non-C2-to-Non-C2 de la Liaison 16 sont utilisés en remplacement de la liaison 4.
La liaison 4 travaille en bande UHF et offre un débit de 5 000 bits par seconde.

## Utilisation

### Liaison 4A
La Liaison 4A était l'équivalent du NPG Air Control de la liaison 16. 
Elle permettait l'échange des messages  des séries V et séries R , en soutien de :
- l'ACLS (Automatic Carrier Landing System),
- l'ATC (Air Traffic Control),
- l'AIC (Air Intercept Control),
- du Strike Control,
- du GCBS (Ground Control Bombing System) et
- du CAINS (Carrier Aircraft Inertial Navigation System)

### Liaison 4C
La Liaison 4C était l'équivalent du NPG Non-C2-to-Non-C2 de la liaison 16.
Elle permettait l'échange des messages des séries-F et offrait un peu de résistance aux contre-mesures.

## Traductions de
1. ↑   Liaison 4 : Link 4
2. ↑  V-series
3. ↑  R-series
4. ↑  F-series

## Acronymes
1. ↑  Standard NATO Agreement
2. ↑   ADatP : Allied DATa processing Publication
3. ↑  CAP : Combat Air Patrol
4. ↑  C2 : Command&Control
5. ↑  NCW : Network Centric Warfare